# Antonio Vivarini

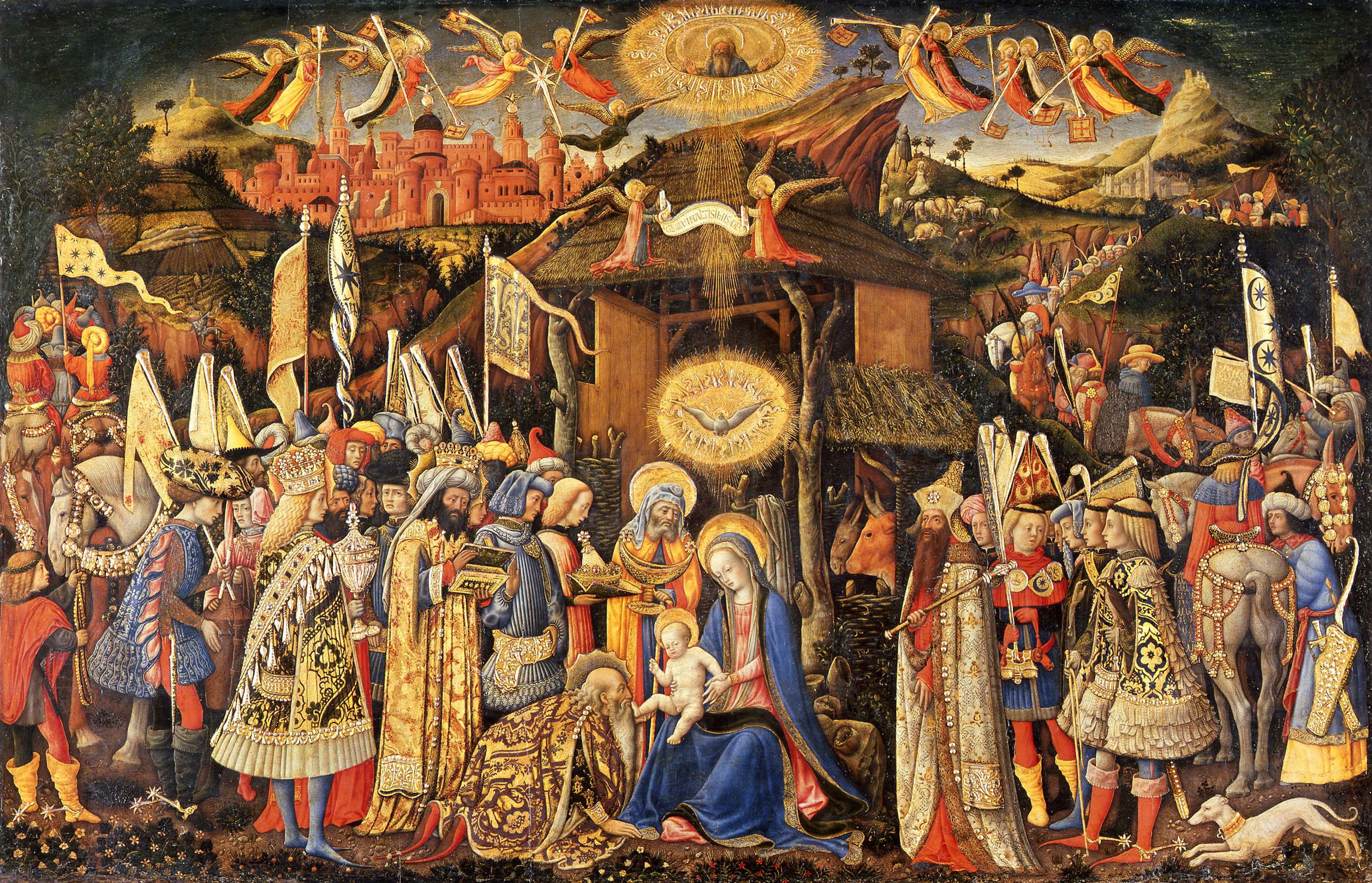
Antonio Vivarini und Giovanni d’Alemagna: Anbetung der Könige, ca. 1450, Gemäldegalerie Berlin

Antonio Vivarini, auch Antonio da Murano genannt, (* 1415 oder 1418; † 1476 oder 1484) war ein italienischer Maler der Spätgotik und Frührenaissance, der überwiegend in der Republik Venedig tätig war. Wahrscheinlich ist er der erste der Malerdynastie der Vivarini, die von Glasbläsern aus Murano abstammen. Bartolomeo war sein jüngerer Bruder und Alvise sein Sohn.

## Leben
Anfänglich arbeitete er mit Andrea da Murano und sein Werk zeigt Einflüsse von Gentile da Fabriano. Sein erstes bekanntes Werk ist ein Altar aus dem Jahr 1440 für die Basilica Eufrasiana di Parenzo (heute Poreč, Kroatien). Es wird in der Accademia in Venedig aufbewahrt. Sein jüngstes datiertes Werk befindet sich in den Vatikanischen Museen und ist auf dem Jahr 1464, obwohl er vermutlich erst 1476 starb.
Er arbeitete zusammen mit seinem Schwager Giovanni d’Alemagna, dessen Wirken sich nur bis 1447 verfolgen lässt. Danach malte er vor allem zusammen mit seinem jüngeren Bruder Bartolomeo. Er hatte eine große Werkstatt mit zahlreichen wechselnden Gehilfen. Möglicherweise war er von Andrea Mantegna beeinflusst, mit dem er in der Ovetari-Kapelle der Eremitani-Kirche 1450–1451 zusammenarbeitete. Die Autorenschaft der Gemälde ist deshalb nicht immer einfach abzugrenzen.

## Galerie

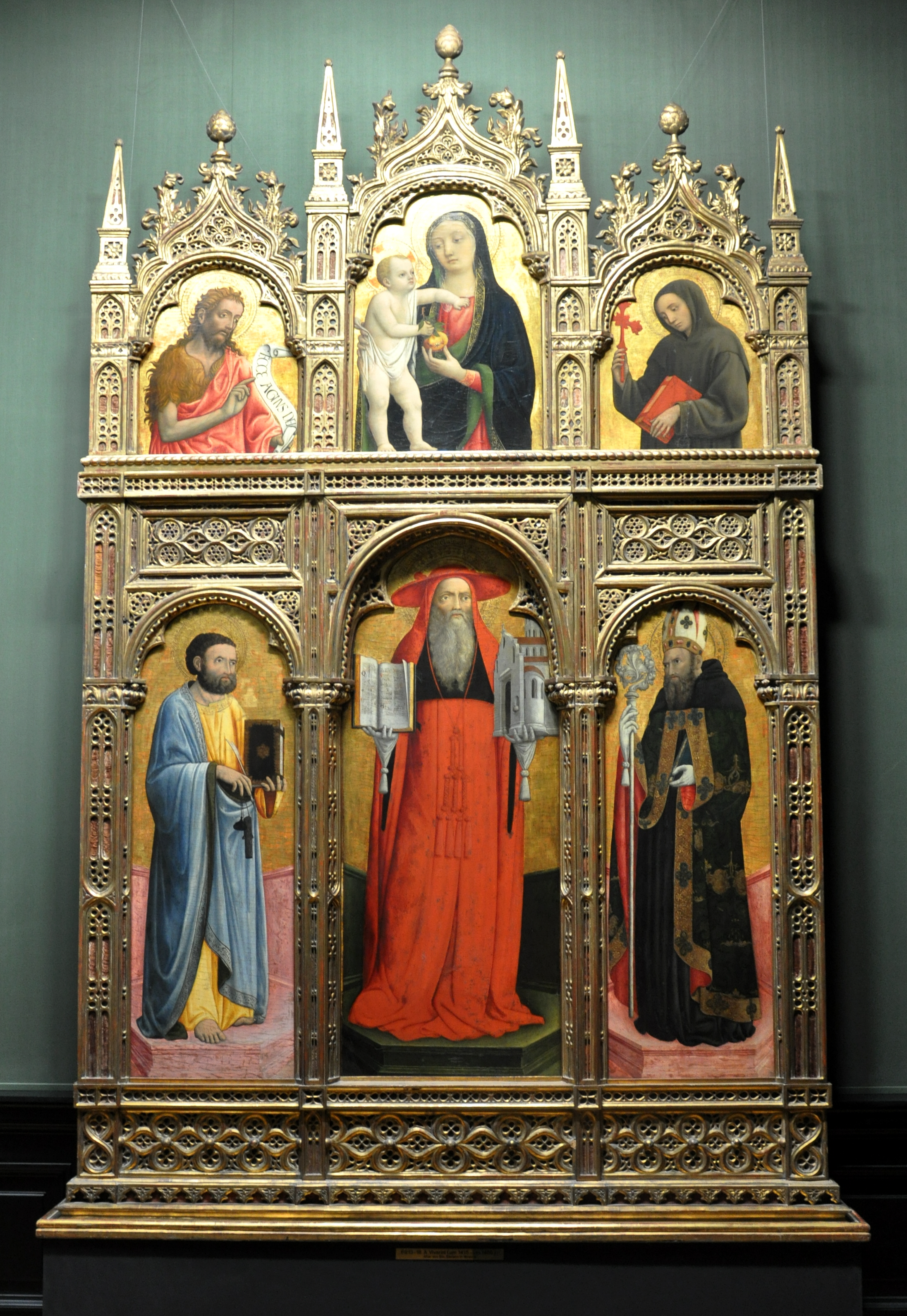
Hieronymusaltar, Kunsthistorisches Museum Wien, 1441
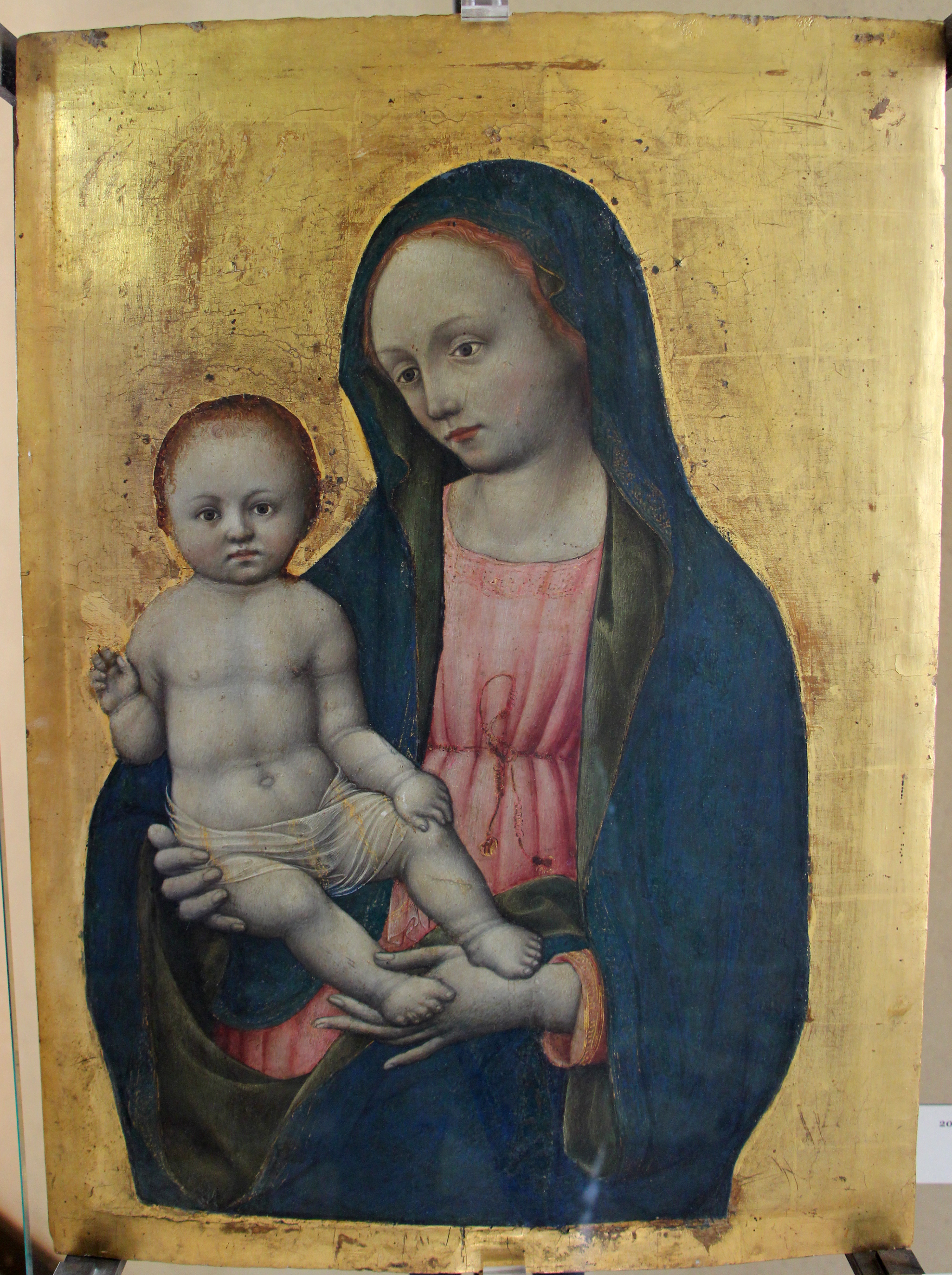
Madonna mit Kind, Accademia, Venedig, ca. 1441
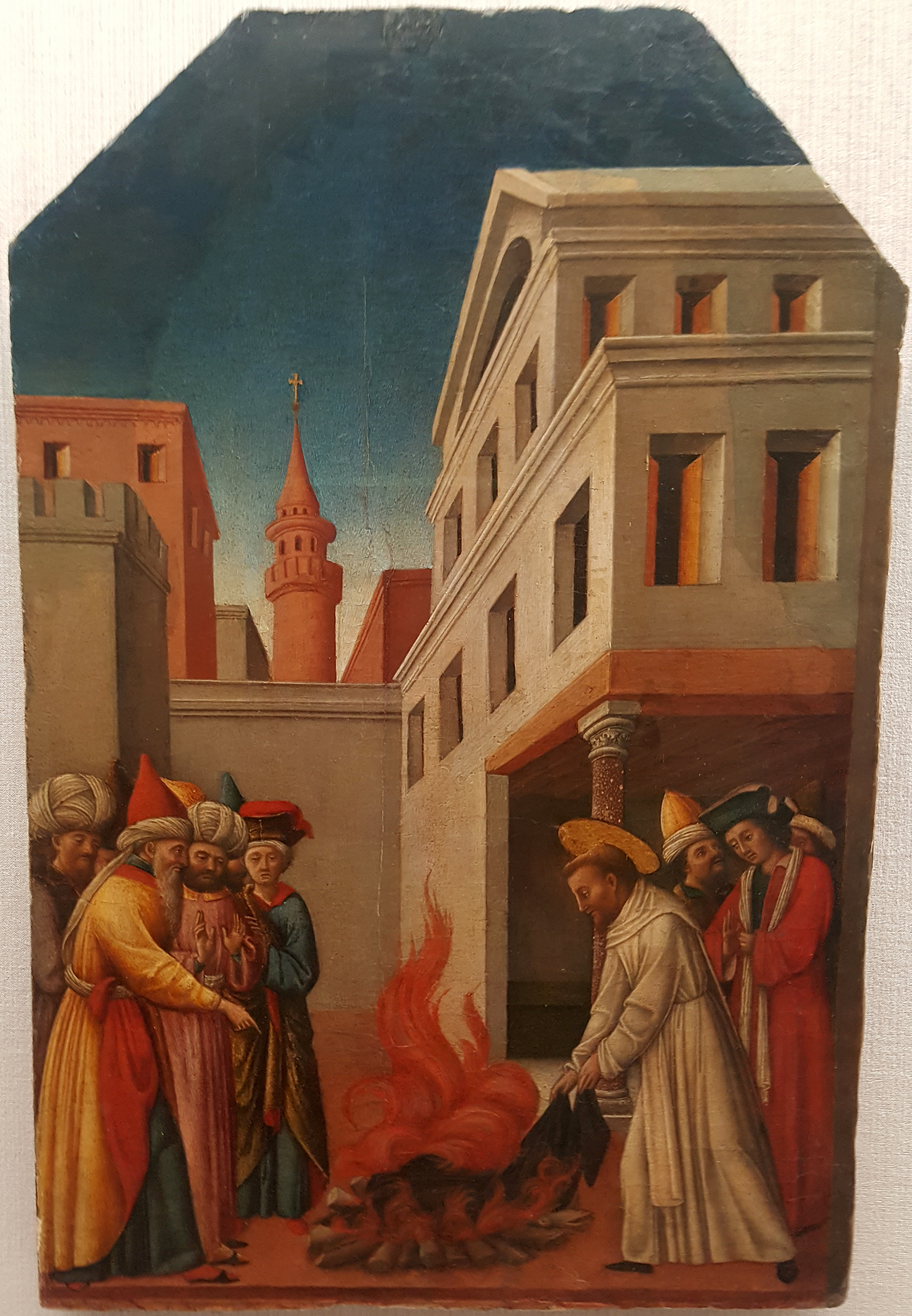
Das Feuerwunder des Hl. Petrus Martyr vor dem Sultan, (ca. 1440–1450), Gemäldegalerie Berlin
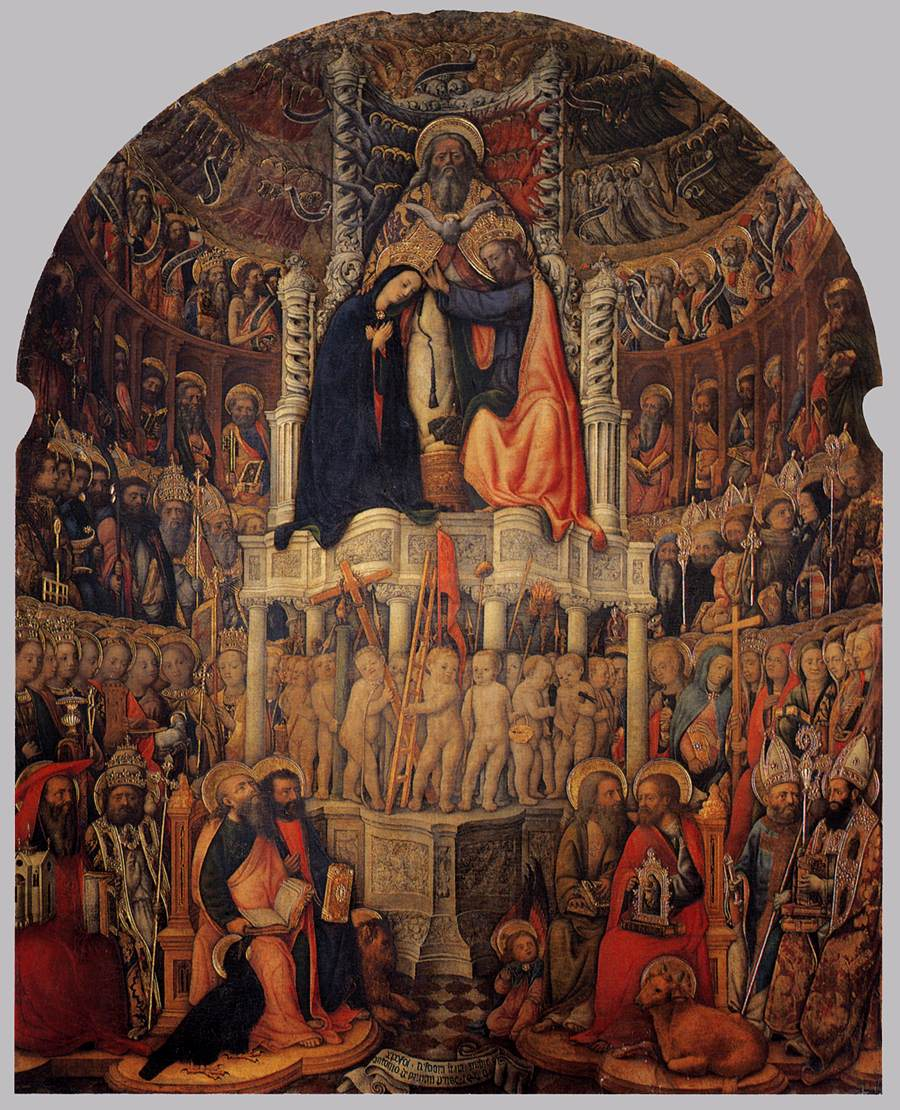
Marienkrönung, 1444, San Pantaleone, Venedig
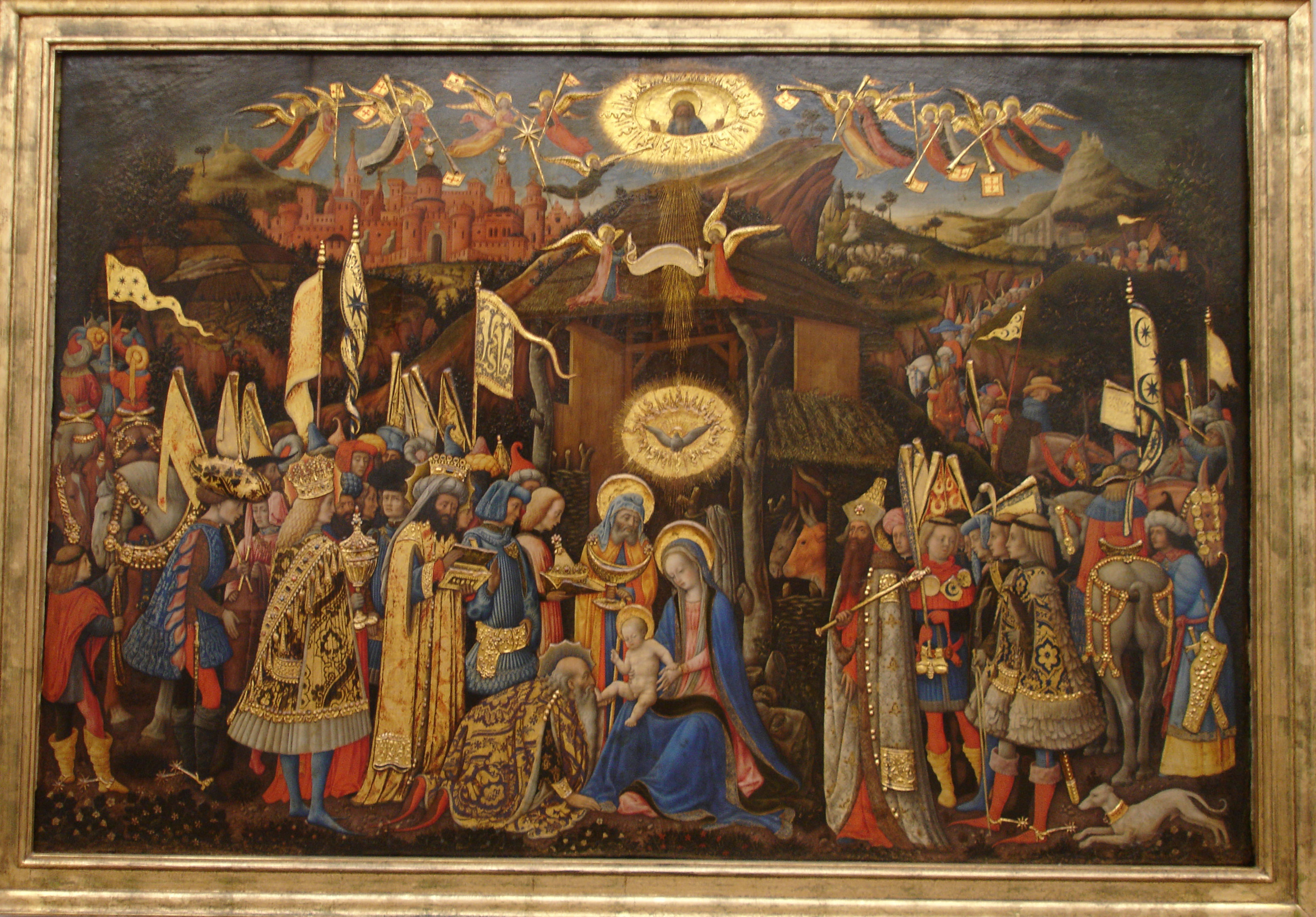
Die Anbetung der Könige, Gemäldegalerie Berlin, ca. 1450
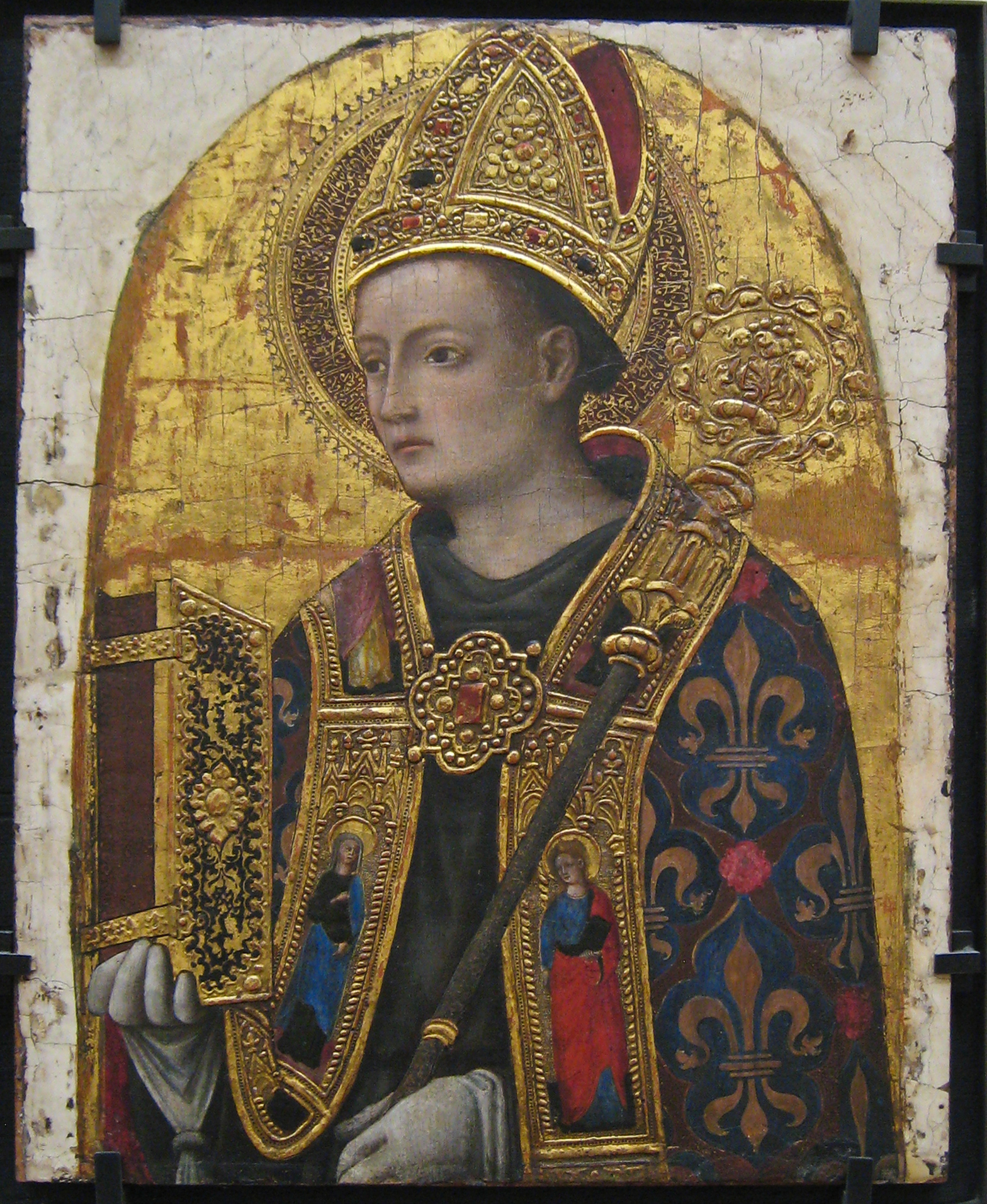
Hl. Ludwig von Toulouse, Louvre, Paris, ca. 1450
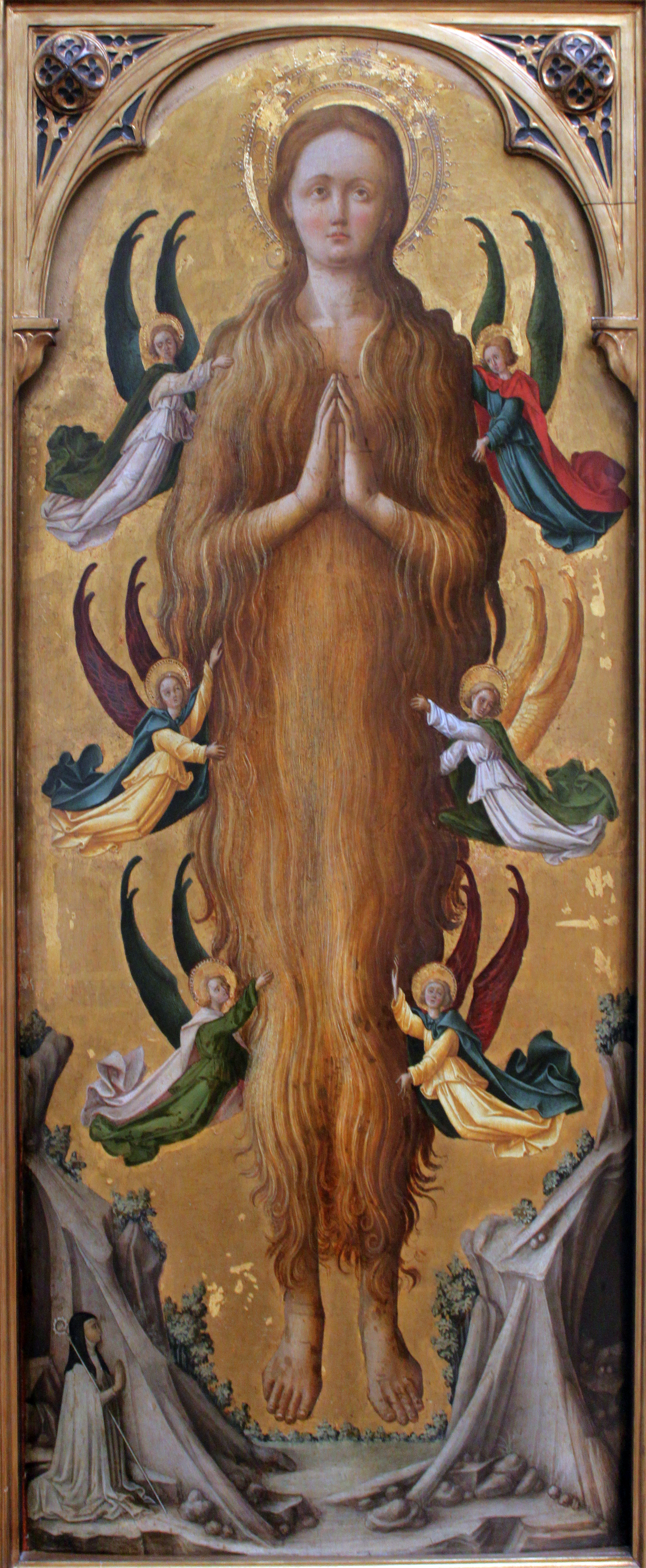
Die Heilige Magdalena, von Engeln emporgetragen, Gemäldegalerie Berlin

## Werkübersicht (Auswahl)
- 1440er Jahre: Hl. Hieronymus, Metropolitan Museum of Art New York[4]
- 1441: Hieronymusaltar von Santo Stefano (Venedig), Kunsthistorisches Museum Wien[5]
- ca. 1441: Madonna mit Kind, Accademia Venedig[6]
- 1444: Marienkrönung, San Pantalon in Venedig (mit Giovanni d’Alemagna)

ca. 1440/50:
- Das Feuerwunder des Hl. Petrus Martyr, Gemäldegalerie Berlin[7]
- Die Einkleidung des Hl. Petrus Martyr beim Eintritt in den Dominikanerorden, Gemäldegalerie Berlin[8]
- Der Hl. Petrus Martyr exorziert eine vom Teufel besessene Frau, Art Institute Chicago[9]
- Der Hl. Petrus Martyr heilt das Bein eines jungen Mannes, Metropolitan Museum of Art (New York)[10]
- Die Anbetung der Könige, Gemäldegalerie Berlin (mit Giovanni d’Alemagna)[11]
- Heiliger Ludwig von Toulouse, Louvre Paris[12]

undatiert
- Sechs Szenen aus dem Leben Mariae, Gemäldegalerie Berlin[13]
- Die Heilige Magdalena, von Engeln emporgetragen, Gemäldegalerie Berlin[14]